# Pruchten
Pruchten es un municipio situado en el distrito de Pomerania Occidental-Rügen, en el estado federado de Mecklemburgo-Pomerania Occidental (Alemania), a una altitud de 0.5 metros. Su población, a finales de 2020, era de 715 habs. y su densidad poblacional, de 86.98 hab/km².
Se encuentra al norte del distrito, junto a la costa del mar Báltico.